# Parlamento de Kazajistán
El Parlamento de la República de Kazajistán (en kazajo Қазақстан Республикасының Парламенті; en ruso: Парламента катаката таката), de acuerdo con la Constitución de Kazajistán de 1995, es el órgano bicameral encargado de la función legislativa en Kazajistán. La cámara baja es el  'Mazhilis' , con 107 escaños, (98 escaños son de listas de partidos, 9 - de la Asamblea de la Gente) que son elegidos para períodos de cuatro años. La cámara alta es el Senado, que tiene 47 miembros. A partir de enero de 2007, el 10% de los representantes del parlamento son mujeres y el 19% de los funcionarios locales y municipales son mujeres. Su predecesor fue el Sóviet Supremo.

## Elecciones
Se celebraron elecciones al Senado en Kazajistán el 1 de octubre de 2014. Según la Comisión Electoral Central de Kazajistán, fue "un proceso electoral abierto y democrático". Según la OSCE, "los preparativos para las elecciones del 26 de abril se administraron de manera eficiente, sin embargo, las reformas necesarias para celebrar elecciones democráticas genuinas todavía tienen que materializarse. La posición predominante del titular y la falta de oposición genuina limitaron la elección de los votantes. Un ambiente restringido en los medios sofocó el debate público y la libertad de expresión.
Unos 250 observadores de la Comunidad de Estados Independientes y la Organización de Cooperación de Shanghái estuvieron presentes para la votación. Cuatro mujeres se encontraban entre los 80 candidatos que competían por los 16 escaños abiertos en el Senado. Los resultados se anunciaron el 7 de octubre de 2014.
Las elecciones a los Mazhilis del Parlamento de la República de Kazajistán de la Sexta Convocatoria tuvieron lugar el 20 de marzo de 2016. Seis partidos políticos asistieron a las elecciones, tres de ellos recibieron más del 7% de los votos y pasaron a los Mazhilis del Parlamento. . Esos son el Partido Nur Otan (82.20%), el Partido Democrático de Kazajistán "AK Zhol" (7.18%), el Partido Popular Comunista de Kazajistán (CPPK) (7.14%). El Partido Nur Otan cuenta con 84 diputados en Mazhilis, el Partido AK Zhol - 7 diputados, CPPK - 7 diputados, 9 diputados fueron elegidos de la Asamblea del Pueblo de Kazajistán y 43 diputados de la convocatoria anterior pasaron a los Mazhilis de la Sexta Convocación. En general, la composición adjunta se renovó en un 60%. La nueva composición de los Mazhilis incluye 78 (73%) hombres, 29 (27%) mujeres. La edad promedio de los diputados es de 55 años (al 31 de marzo de 2016); Menos de 40 años - 7 diputados; de 40 a 60 años - 77 diputados; más de 60 años - 23 diputados. 34 (32%) de los diputados tienen doctorados. Los diputados representan varias esferas: servicio público, negocios, ONG, educación, ciencia, etc. La composición étnica de los mazhilis es la siguiente: kazajos, rusos, ucranianos, así como representantes de azerbaiyanos, armenios, dungan, coreanos, uzbekos, uigures. , Chechenos y otros grupos étnicos.